# سباق جنوب إفريقيا للسيارات الشمسية

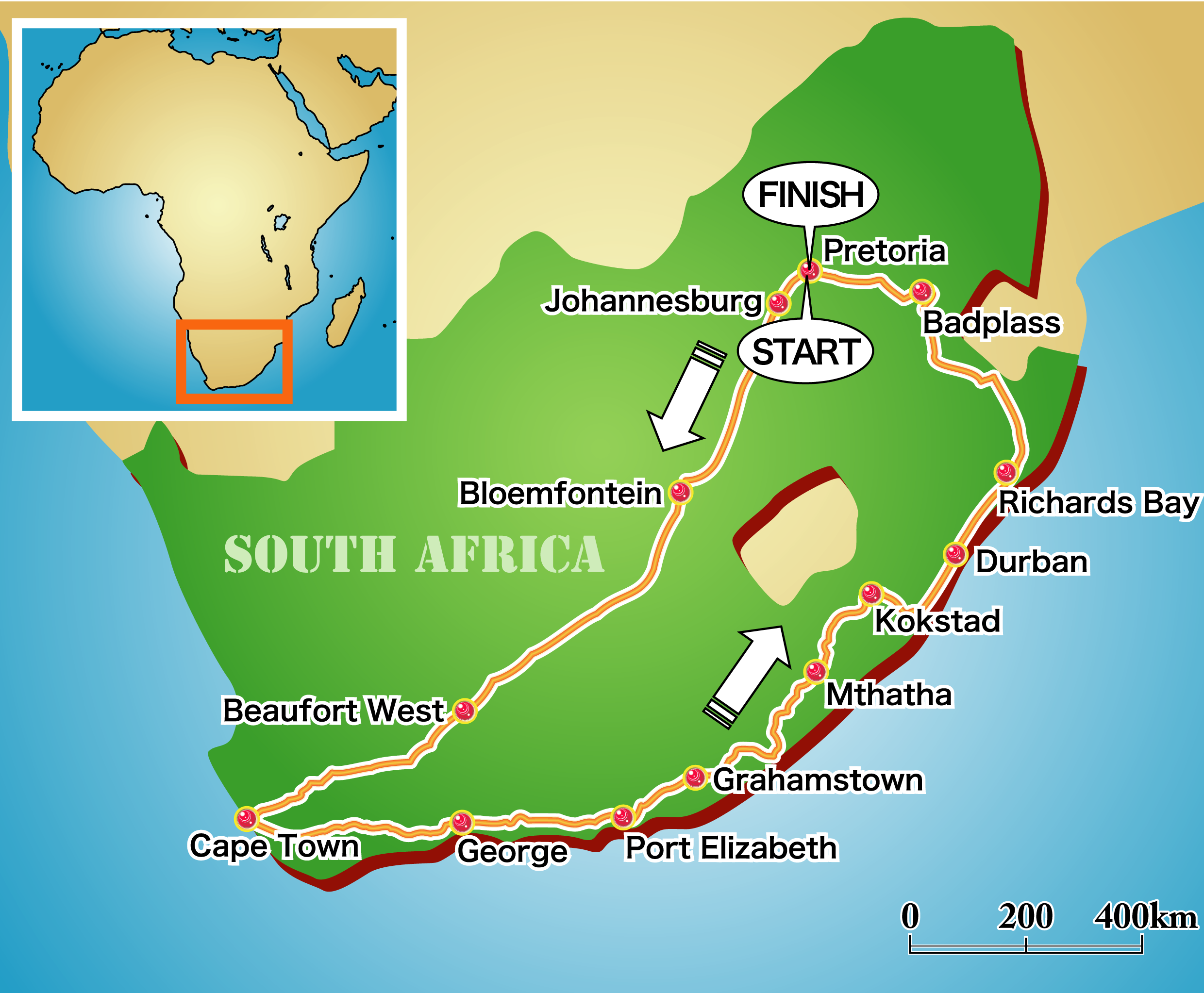

سباق الطاقة الشمسية في جنوب أفريقيا هو وسيلة الوقود البديلة لسباق السيارات في جنوب أفريقيا، مع تصنيف للمركبات الهجينة، والسيارات الكهربائية والسيارات الشمسية، ومركبات الوقود الحيوي والمركبات التي تعمل بالطاقة. تم تشغيل السباق الأول في عام 2008، وسيتم إجراءه كل سنتين بعد ذلك. مسافة السباق هو أكثر من 4,100 كم (2,500 ميل). وقد تغير مسار السباق من سنة إلى أخرى، ولكن من المخطط ليتم تشغيله من جوهانسبرغ إلى كيب تاون إلى ديربان والانتهاء في بريتوريا.